# Piz Sardona
Le Piz Sardona (également appelé en allemand Surenstock) est un sommet du massif des Alpes glaronaises à 3 056 m d'altitude, à cheval sur les cantons de Glaris et de Saint-Gall, en Suisse.

## Classement au patrimoine mondial
Le 7 juillet 2008, le comité du patrimoine mondial a inscrit une région de plus de 300 kilomètres carrés autour du Piz Sardona sur la liste du patrimoine mondial de l'UNESCO sous le nom de « Haut lieu tectonique suisse Sardona ».